# 59369 Chanco
59369 Chanco è un asteroide della fascia principale. Scoperto nel 1999, presenta un'orbita caratterizzata da un semiasse maggiore pari a 2,9666287 UA e da un'eccentricità di 0,1257356, inclinata di 3,25882° rispetto all'eclittica.